# (933) Сюзи
(933) Сюзи (лат. Susi) — астероид Главного пояса, который входит в состав семейства Эригоны. Он был открыт 10 февраля 1927 года немецким астрономом Карлом Рейнмутом в обсерватории Хайдельберг-Кёнигштуль, Германия и назван в честь жены директора Венской обсерватории Казимира Граффа.
Изначально это название и номер были даны астероиду, обнаруженному в 1911 году в Йоханнесбурге. Однако в 1928 году выяснилось, что этот объект был открыт ранее под номером и названием (715) Трансваалия, поэтому номер 933 и имя Сюзи достались астероиду, открытому Рейнмутом.

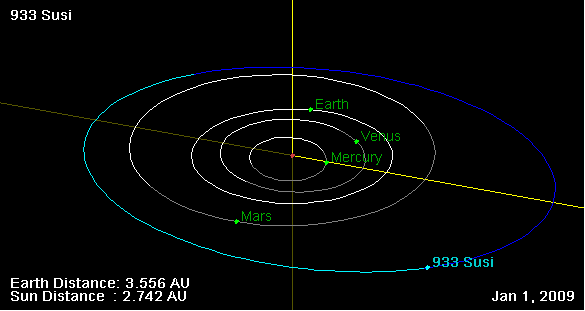
Орбита астероида Сюзи и его положение в Солнечной системе

Сюзи не пересекает орбиту Земли, и делает полный оборот вокруг Солнца за 3,65 Юлианских лет.